# Tarrant Keyneston
Tarrant Keyneston – wieś w Anglii, w hrabstwie Dorset. Leży 28 km na północny wschód od miasta Dorchester i 157 km na południowy zachód od Londynu.